# Christopher A. Faraone
Christopher Athanasious Faraone (* 1955) ist ein US-amerikanischer Gräzist.
Faraone wurde 1988 an der Stanford University zum Ph.D. promoviert und gehört seit 1991 der Fakultät der University of Chicago an, wo er als Frank Curtis Springer and Gertrude Melcher Springer Professor in the Humanities und Professor of classical languages and literature tätig ist.
Seine Schwerpunkte sind die archaische und hellenistische griechische Dichtung, die antike Magie und die Religion des antiken Griechenland sowie die orientalischen Einflüsse auf die griechische Kultur.

## Schriften
Monographien
- Talismans and Trojan Horses: Guardian Statues in Ancient Greek Myth and Ritual. Oxford University Press, New York 1992, ISBN 0-19-506404-6.
- Ancient Greek Love Magic. Harvard University Press, Cambridge (Mass.) 1999, ISBN 0-674-03320-5.
- The Stanzaic Architecture of Early Greek Elegy. Oxford University Press, Oxford 2008, ISBN 978-0-19-923698-5.
- Vanishing acts on ancient Greek amulets. From oral performance to visual design (= Bulletin of the Institute of Classical Studies. Supplementband 115). Institute of Classical Studies, London 2012, ISBN 978-1-905670-40-6.
- The transformation of Greek amulets in Roman imperial times. University of Pennsylvania Press, Philadelphia 2018, ISBN 978-0-8122-4935-4.
- Hexametrical genres from Homer to Theocritus. Oxford University Press, New York 2021, ISBN 978-0-19-755297-1.
- mit Sofía Torallas Tovar: Greek and Egyptian magical formularies. Band 1 (= California Classical Studies. Band 9). California Classical Studies, Berkeley 2022, ISBN 978-1-939926-16-6.

Herausgeberschaften
- mit Dirk Obbink: Magika Hiera: Ancient Greek Magic and Religion. Oxford University Press, New York 1991, ISBN 0-19-504450-9 (Taschenbuchausgabe 1997).
- mit Thomas H. Carpenter: Masks of Dionysus. Cornell University Press, Ithaca 1993, ISBN 0-8014-2779-7.
- mit David Brooks Dodd: Initiation in ancient Greek rituals and narratives. New critical perspectives. Routledge, London 2003, ISBN 0-415-28920-3.
- mit Laura K. McClure: Prostitutes and Courtesans in the Ancient World. University of Wisconsin Press, Madison 2006, ISBN 0-299-21314-5.
- Imagined beginnings. The poetics and politics of creation stories in the ancient Near East and Greece (= Journal of ancient Near Eastern religions. Band 12, Nummer 1). Brill, Leiden 2012.
- mit F. S. Naiden: Greek and Roman animal sacrifice. Ancient victims, modern observers. Cambridge University Press, Cambridge 2012, ISBN 978-1-107-01112-0.
- mit Dirk Obbink: The Getty hexameters. Poetry, magic, and mystery in ancient Selinous. Oxford University Press, Oxford 2013, ISBN 978-0-19-966410-8.
- mit Irene Polinskaya: Curses in context III. Greek curse tablets of the Classical and Hellenistic periods (= Papers and monographs from the Norwegian Institute at Athens. Band 12). Norwegian Institute at Athens, Athen 2021, ISBN 978-618-85360-2-9.
- mit Sofia Torallas Tovar: The Greco-Egyptian magical formularies. Libraries, books, and individual recipes. The University of Michigan Press, Ann Arbor 2022, ISBN 978-0-472-13327-7.

Artikel
- mit Roy Kotansky: An Inscribed Gold Phylactery in Stamford, Connecticut. In: Zeitschrift für Papyrologie und Epigraphik, Band 75, 1988, S. 257–266.
- The Wheel, the Whip and Other Implements of Torture : Erotic Magic in Pindar Pythian 4.213–19. In: The Classical Journal, Bd. 89, Nr. 1 (Okt./Nov. 1993), S. 1–19.
- Notes on Three Greek Magical Texts. In: Zeitschrift für Papyrologie und Epigraphik, Band 100, 1994, S. 81–85-
- The Ethnic Origins of a Roman Era Philtrokatadesmos (PGM IV 296-434). In: Paul Allan Mirecki, Marvin W. Meyer (Hgg.): Magic and ritual in the ancient world. (Religions in the Graeco-Roman world, Band 141) Brill, Leiden 2002, S. 319–343, ISBN 90-04-11676-1.
- mit Emily Teeter: Egyptian Maat and Hesiodic Metis. In Mnemosyne, Fourth Series, Band 57.2, 2004, S. 177–208 (Vorschau bei JSTOR).
- The Collapse of Celestial and Chthonic Realms in a Late Antique „Apollonian Invocation“ (PGM I 262-347). In: Ra’anan S. Boustan, Annette Yoshiko Reed (Hgg.): Heavenly realms and earthly realities in late antique religions. Cambridge University Press, 2004, S. 213–232, ISBN 0-521-83102-4.
- Thumos as masculine ideal and social pathology in ancient Greek magical spells. In: Susanna Braund, Glenn W. Most (Hgg.): Ancient Anger. Perspectives from Homer to Galen. Cambridge University Press, 2004, ISBN 0-511-16215-4.

Rezensionen
- Rezension über: Simone Michel: Die magischen Gemmen im Britischen Museum, London 2001. In: American Journal of Archaeology, 111. 1, 2007